# Javier Torres Sánchez
Javier Enrique Torres Sánchez (Zaragoza, Aragón, España, 11 de julio de 1987) es un árbitro de baloncesto español de la liga ACB. Pertenece al Comité de Árbitros de Aragón.

## Trayectoria
Javier fue designado por el Área de árbitros de la FEB, para dirigir el encuentro de la XXIV edición Copa Princesa de Asturias LEB ORO junto a Alberto Sánchez Sixto y Cristian García Rodríguez, que se disputó en el Pabellón Marta Domínguez de Palencia, entre los equipos Quesos Cerrato Palencia y Melilla Baloncesto.
En septiembre de 2017 se anuncia su ascenso a la Liga ACB, junto a Esperanza Mendoza Holgado, Alfonso Olivares Iglesias, Arnau Padrós Feliu y Alberto Sánchez Sixto.

## Temporadas
| Categoría | País   | Año       |
| --------- | ------ | --------- |
| Liga ACB  | España | 2017–2018 |

| Categoría | País   | Año       |
| --------- | ------ | --------- |
| Liga ACB  | España | 2018–2019 |